# تل نیمه کار
تل نیمه کار مربوط به دوران‌های تاریخی پس از اسلام است و در نی ریز، مجاور باغ فائره و نیمه کارو خواجه زاده واقع شده و این اثر در تاریخ ۸ مرداد ۱۳۸۱ با شمارهٔ ثبت ۶۰۸۹ به‌عنوان یکی از آثار ملی ایران به ثبت رسیده است.